# Eunidia obliquevittata
Eunidia obliquevittata là một loài bọ cánh cứng trong họ Cerambycidae.